# Stictorhinus potamius
Stictorhinus potamius – słabo poznany gatunek słodkowodnej ryby węgorzokształtnej z rodziny żmijakowatych (Ophichthidae). Reprezentuje monotypowy rodzaj Stictorhinus. Został opisany naukowo przez Böhlke i McCoskera w 1975. Występuje na terenie Brazylii i Wenezueli. Dorosłe osobniki tego gatunku osiągają maksymalnie do około 35 cm długości całkowitej (TL).